# Elena Scleraina
Elena Scleraina (955 circa – Costantinopoli, 1034) è stata una nobile bizantina.

## Biografia
Figlia di Basilio Sclero e pronipote di Barda Sclero, fu nipote dell'imperatore Romano III Argiro, in quanto fratello della madre Pulcheria. 
Fu la seconda moglie di Costantino IX.